# Малаховский, Адам
Адам Леон Альбин Казимир Малаховский (1706 — 6 января 1767, Варшава) — государственный деятель Речи Посполитой, кравчий великий коронный (с 27 мая 1755 года), многократный маршалок сеймов (1758, 1760, 1761 и 1762), староста освенцимский (с 1727) и вонвольницкий (с 1738), карачковский (с 1756), пшедбужское (с 1758), войт Уцискува с 1722 года.

## Биография
Представитель польского шляхетского рода Малаховских герба «Наленч». Сын каштеляна иновлудзского Юзефа Малаховского (ок. 1673—1717) и Марианны Злотницкой (ум. 1745).
Родился в Серадзской земле, в одиннадцать лет осиротел. Польский король Август Сильный пожаловал во владение малолетнему Адаму Малаховскому Уцискув в Вислицком повете. Здесь он провел первые годы юности. В 1720/1721 году он учился в Краковской академии. В августе 1732 года 20-летний Адам Малаховский был избран маршалком сеймика в Шадеке. С 1727 года он занимал должность старосты освенцимского. В 1733 году Адам Малаховский подписал элекцию Станислава Лещинского. В 1734 году он был делегатом от княжеств Освенцим и Затор на Дзиковскую конфедерацию. В 1736 году — депутат пацификационного сейма от княжеств Освенцим и Затор. Будучи сторонником польского короля Августа III, он получил во владение королевские имения: Ленки в Петркувском повете и староство вонвольницкое в Люблинском повете, которое поменял на Любовню в Серадзском воеводстве, принадлежавшую князю Августу Александру Чарторыйскому.
- 1733 год — депутат элекционного сейм от княжеств Освенцим и Затор[4]
- 1735 год — депутат от Краковского воеводства на пацификационный сейм[5]
- 1738 год — комиссар от Ленчицы в Скарбовом Коронном Трибунале, депутат от Освенцима на варшавский сем
- 1740 год — депутат от Сандомира на сейме
- 1743 год, сентябрь — комиссар от Освенцима в Скарбовый Коронный Трибунал
- 1744 год, август — депутат сейма от Освенцима, староста мазурский
- 1746 год — в очередной раз заседал в Скарбовом Коронном Трибунале в Радоме, полковник королевской гусарской хоругви, вместе со своим сыном Станиславом, старостой вавольницким, был вновь избран депутатом на сейм
- 1748 год — комиссар от Велюни в Коронный Трибунал в Радоме, маршалок Коронного трибунала
- 1749 год — в пятый раз он был избран комиссаром Радомского трибунала
- 1750 год — депутат сейма от Освенцима
- 1751—1752 годы — первый маршалок Скарбового Коронного Трибунала в Петркуве
- 1754 год — депутат сейма от Серадзского воеводства[6]
- 1756—1757 годы — маршалок Коронного Трибунала[1]
- 1766 год — депутат сейма Чаплица от Краковского воеводства[7]

Четырежды занимал пост маршалка сеймов:
- 2 — 11 октября 1758
- 6 — 13 октября 1760
- 27 апреля — 2 мая 1761
- 4 — 7 октября 1762

Он был старостой крачковским в Летичевском повете в Подолии с 4 декабря 1756 года. Гетман Ян Клеменс Браницкий назначил Адама Малаховского командиром одной из польских частей в звании региментаря. В 1757 году он стал кавалером Ордена Белого орла. В 1758 году Адам Малаховский получил от короля, а на самом деле купил у Яна Бобровницкого староство пршедбужское. Он был последним маршалком сейма во время правления Августа III. После смерти короля Адам Малаховский поселился в Банкове-Гуре, в 6 км к северу от Пшедбужа.
Он скончался 6 января 1767 года в Варшаве. Он был похоронен, согласно его воле, в Великой-Воле (Парадыж).
Адам Малаховский был сторонником семьи Потоцких, принимал участие в парламентском голосовании по упразднению принципа Liberum veto. В течение последующего междуцарствия он выступал против нарушения конвокации партией Чарторыйских. В 1764 году он признал новым монархом Станислава Августа Понятовского.

## Семья
В 1727 году он женился на Анне Теофиле Росновской, от брака с которой у него было два сына:
- Станислав Малаховский (1727—1784), староста вонвольницкий
- Пётр Малаховский (1730—1799), последний воевода краковский.

Его внук, Юзеф Малаховский (1752—1795), сын Станислава, староста вонвольницкий и крачковский, был депутатом Четырехлетнего сейма.